# 로저노믹스
로저노믹스(영어: Rogernomics, 레이거노믹스에 비교하기 위해 Roger와 economics를 합친 혼성어)는 뉴질랜드 제4대 노동당 내각 때인 1984년부터 1988년까지 뉴질랜드의 재무장관을 지낸 로저 더글러스가 수행한 신자유주의 경제개혁이다. 로저노믹스는 시장 주도의 구조조정 및 규제 완화, 엄격한 통화 정책을 통한 인플레이션 통제, 변동 환율제 실시 및 적자 해소 등을 통해 뉴질랜드의 경제를 회복하려고 했다.
1980년대 초반, 더글러스는 시장 개입 옹호하던 전통적인 뉴질랜드 노동당 정치인에서 신자유주의 경제의 지지자로 전환했다. 1984년 노동당이 정부를 차지한 후, 더글러스와 그의 동료들은 주요 정책들을 실행했는데, 여기에는 20%의 달러 평가 절하, 국유 기업의 법인화, 산업에 대한 보조금(특히 농업 보조금) 제거, 관세 보호의 축소, 그리고 세제의 대대적인 개편이 포함되었다. 세금 감면이 이루어졌고, 부가가치세(초기에는 10%로 설정됨)가 도입되었다.
로저노믹스는 중재주의, 보호주의, 그리고 완전 고용을 중시하던 전후 정치적 합의에서 급격히 벗어난 것을 의미했다. 대신, 시카고 학파 경제학의 영향을 받은 작은 정부, 균형 예산, 자유 시장 정책 원칙을 수용했다. 더글러스가 정치적 우파(또는 신우파)와 더 자주 연관된 정책들을 채택하고, 이를 제4차 노동당 정부가 실행한 것은 지속적인 논란의 대상이 되었다. 찬성론자들은 로저노믹스가 한 자릿수의 인플레이션과 세율 인하와 같은 긍정적인 변화를 가져왔다고 주장한 반면, 비평가들은 빈곤과 실업 증가와 같은 사회적 문제를 지적했다. 로저노믹스의 유산은 뉴질랜드의 경제 정책 논의에 여전히 영향을 미치고 있다.

## 명칭
1985년 2월, 뉴질랜드 리스너의 기자들은 로저와 경제학을 합성한 용어인 "로저노믹스"를 만들었다. 이 용어는 1980년대 미국 대통령 로널드 레이건이 추진한 신자유주의 경제 정책과 유사한 "레이거노믹스"를 연상시킨다.